# Pszeudoepigráf
A pszeudoepigráf egy álneves irat; olyan szöveg, amelynek valódi szerzője a művet egy másik, közismert személynek tulajdonította. Annak a személynek a neve elé, akinek a művet hamisan tulajdonítják, gyakran a „pszeudo-” szótagot teszik, például „pszeudo-Arisztotelész”, így a kifejezés az Arisztotelésznek hamisan tulajdonított művek névtelen szerzőire utal.
A bibliai tanulmányokban a pszeudoepigrafák kifejezés zsidó vallási írások olyan gyűjteményére utalhat, amelyek kb. Kr. e. 300 és Kr. u. 300 között íródtak. A protestánsok megkülönböztetik őket a deuterokanonikus könyvektől (katolikus és ortodox) vagy az apokrif iratoktól. A katolikus egyház csak a deuterokanonikus és az összes többi könyv között tesz különbséget; az utóbbiakat bibliai apokrif iratoknak nevezik, amelyek a katolikus szóhasználatban magukban foglalják a pszeudopigráfokat is. Ezenkívül két, az ortodox Tewahedo egyházakban kanonikusnak tekintett könyvet, az Énok könyvét és a Jubileumok könyvét, a kalkedóni kereszténység szempontjából pszeudopigráfként kategorizálják. 

## Etimológia
Összetett kifejezés a görög ψευδής pszeudḗs (= hamis, ál-) és ἐπιγραφή, epigrafḗ (= név) szavakból.

## Bibliatanulmányok

### Ószövetség
A pszeudoepigrafák kifejezést gyakran használják számos olyan zsidó vallási irodalomba tartozó művekre, amelyek Kr. e. 300 és Kr. u. 300 között íródtak. Nem mindegyik mű valójában pszeudoepigráf. A kifejezés abból a tényből ered, hogy e címszó alá csoportosított írások közül sok híres, ószövetségi személy neve alatt jelent meg (pl. Énók, Mózes, Salamon, Ézsaiás, Báruk), de biztosan nem az ő tollukból származnak. Az irodalmi csoport azonban ennél sokkal szélesebb körű, és emellett nagyszámú névtelen, nem pedig álnéven írt irodalmi szöveget is magában foglal.
Jóllehet a pszeudoepigrafák zsidó eredetűek, később némelyiket a keresztények kiegészítették vagy átdolgozták.
Nincs végleges lista róluk. Egyes írások csak töredékes anyagban léteznek, némelyikük rendkívül töredékes. Más könyvek elvesztek, és csak név szerint ismertek. Egy párat közlünk a pszeudoepigrafákról:
- Ábrahám testamentuma
- Ádám apokalipszise
- Makkabeusok harmadik könyve
- Makkabeusok negyedik könyve
- Mózes mennybemenetele
- Énók etióp könyve (Énok 1. könyve)
- Énok második könyve
- Jubileumok könyve
- Báruk 3. könyve
- Ariszteasz-levél
- Jób testamentuma
- Mózes apokalipszise
- Ézsaiás mennybemenetele
- Salamon zsoltárai
- Báruk 2. könyve
- A tizenkét pátriárka testamentuma
- Ezsdrás 4. könyve

### Újszövetség
A bibliatudósok az Újszövetség számos könyvét pszeudopigráfnak tekintik: a tizenhárom Pál-levél közül hatot, az ún. katolikus leveleket, valamint Máté és János evangéliumát. Ezt a két evangéliumot a keresztény hagyomány régóta Máté és János evangélistáknak tulajdonítja, ezt az állítást a bibliatudósok már nem fogadják el.

#### Páli levelek
Tizenhárom újszövetségi levelet tulajdonítanak Pálnak, és a keresztények ma is úgy tekintenek rájuk, mint Pál írásaira. Ezek a levelek az Újszövetség részét és a kereszténység teológiájának alapjait képezik. 
Pál apostol tizenhárom kanonikus leveléből hat szerzőségét mind keresztény, mind világi bibliatudósok megkérdőjelezték. Ezek a következők: 
- az Efézusiakhoz írt levél, valószínűsíthető keletkezési időpont és helyszín: 80 körül, Róma [10]
- a Kolossébeliekhez írt levél, valószínűsíthető időpont: 90-es évek [10]
- a Tesszalonikabeliekhez írt második levél,
- az első levél Timóteushoz, valószínűsíthető időpont: 1. század vége [10]
- a második levél Timóteushoz, valószínűsíthető időpont: 1. század vége [10] vagy a 2. század eleje [11][12][13]
- a Tituszhoz írt levél, valószínűsíthető időpont: 1. század vége [10]

Ezt a hat könyvet olyan tudósok, mint Bart Ehrman, "deutero-páli leveleknek" nevezik, ami "másodlagos" helyet jelent Pál írásainak gyűjteményében, azon alapulva, hogy Pál nem írhatta őket, annak ellenére, hogy korábban Pálnak tulajdonították őket.
Egyes írások, amelyeket „pásztori levelekként” is neveznek (Timóteus írt első és második levél és a Tituszhoz írt levél), annyira hasonlóak, hogy feltételezhetően ugyanaz az ismeretlen szerző írta őket, Pál nevében. 

#### Katolikus levelek
Hét újszövetségi, ún. katolikus levelet tulajdonítanak több apostolnak, például Péternek, Jánosnak, valamint Jézus testvéreinek, Jakabnak és Júdásnak.
A hét levél közül három névtelen. Ezt a hármat hagyományosan János apostolnak tulajdonították. Ezért ezeket a leveleket János leveleinek nevezték el, annak ellenére, hogy egyik levél sem említi a szerzőt. A legtöbb modern bibliatudós úgy véli, hogy a szerző nem János apostol, de nincs tudományos konszenzus egyetlen konkrét történelmi személyről sem.   
A következőket tekintik pszeudoepigrafáknak:
- Jakab levele (Jak). Valószínűsíthető keletkezési időpont és helyszín: 80-90, talán Palesztina [17]
- Péter első levele (1Pt). Bizonytalan keletkezésű. [17]
- Péter második levele (2Pt). Valószínűsíthető dátum: kb. 125. [17]
- János első levele (1Jn). Valószínűsíthető dátum: kb. 90.  [17]
- János második levele (2Jn) Bizonytalan dátum, Kis-Ázsia [17]
- János harmadik levele (3Jn) Bizonytalan dátum, Kis-Ázsia [17]
- Júdás levele (Júd). Valószínűsíthető dátum és helyszín: kb. 90, talán Palesztina [17]